# Karabin maszynowy Vektor SS77
Vektor SS-77 – karabin maszynowy zaprojektowany przez Lyttleton Engineering Works z Południowej Afryki.

## Historia
Projekt mający na celu zastąpienie FN MAG, ruszył w roku 1977, stąd w nazwie „77”, a litery „SS” są inicjałami konstruktorów. W tym czasie Południowa Afryka była uwikłana w wojnę graniczną i stosowano wobec niej embargo międzynarodowe, co zmuszało do tworzenia własnej broni. Twórcy SS-77 wzorowali się na wielu innych konstrukcjach broni. Z FN MAG przejęto mechanizm zasilania, rygiel lufy i przyrządy celownicze, z SG-43 sposób ryglowania, z PK/PKS regulator gazowy.

## Opis
SS-77 jest bronią samoczynną. Zasada działania oparta na odprowadzaniu części gazów prochowych przez boczny otwór lufy, z długim ruchem tłoka gazowego. Broń wyposażona jest w regulator gazowy. SS 77 strzela z zamka otwartego. Zamek ryglowany przez przekoszenie w płaszczyźnie poziomej. Mechanizm uderzeniowy bijnikowy, mechanizm spustowy tylko do ognia seriami.
SS-77 jest bronią zasilaną z taśmy. Stosowane mogą być taśmy rozsypne: amerykańska M13 lub południowoafrykańska R1M1 (obydwie zgodne z normą STANAG 2329), lub segmentowa taśma niemiecka DM1. Taśmy M13 i R1M1 mogą być stosowane zamiennie, użycie DM1 wymaga wymiany niektórych elementów donośnika.
Lufa ciężka, użebrowana zakończona tłumikiem płomienia. Lufa jest szybkowymienna.
SS-77 wyposażony jest w łoże, chwyt pistoletowy i transportowy. Kolba składana, z oporą naramienną. Przyrządy celownicze mechaniczne (celownik schodkowo-ramkowy, nastawy 200–1800 m).